# Sztárok a jégen
A Sztárok a jégen az TV2 táncos showműsora, amelyben tíz közismert ember lép a jégre, hogy megmutassa tánctudását a közönségnek. Táncpartnereik a magyar jégtáncosok, és műkorcsolyázók legjavából kerülnek ki. Az Európában nagy sikert aratott Dancing On Ice című műsor magyar adaptálása.
A műsor szakmai partnere a Nemzeti Jégszínház volt, aki nemcsak az edzőket, koreográfusokat, a sztárok párjait, a show-elemeket, a jég-tánckart biztosította, hanem a fény-, videó- és hangtechnika egy részét és a TV2 stúdiójában használható műjégpályát is biztosította.
A Nemzeti Jégszínház dolgozta ki, hogy a műsor főszereplői a külföldi társműsoroknál megszokottnál gyorsabb idő alatt "tanuljanak" meg élőadás-képesen korcsolyázni.

## Szereplők
- Bíró Ica és Sáricz László
- Bódi Sylvi és Bálint Gábor
- Csollány Szilveszter és Szakáll Katalin
- Damu Roland és Póth Diána
- Dobó Kata és Beck György
- Hujber Ferenc és Major Andrea (nyertesek)
- Karsai Zita és Illés Deján
- Nacsa Olivér és Hackl Andrea
- Nagy Feró és Mándics Anna
- Rubint Réka és Zákány Bertalan

## Zsűri
- Regőczy Krisztina
- Sallay András
- Varnus Xavér
- Liptai Claudia

## Külső hivatkozások
- tv2.hu/sztarokajegen
- sztarokajegen.lap.hu/
- Rajongói oldal
- G portál